# Байджан, Алазан
Алазан Байджан (азерб. Alazan Baycan) — азербайджанский поэт-эмигрант и врач.
Учился в Казахской учительской семинарии, Азербайджанском государственном университете и Стамбульском университете.
Он жил в Турции и Германии как иммигрант. С 1943 по 1947 год работал врачом и переводчиком в лагерях для военнопленных.

## Биография
Алазан Байджан родился 12 мая 1913 года в Газахе. После окончания средней школы на казахском языке поступил в Казахскую учительскую семинарию. В 1929 году окончил семинарию и год работал учителем в Балакане. В 1931 году он поступил на медицинский факультет Азербайджанского государственного университета.
Покинув университет в 1933 году, он переехал сначала в Иран, а затем в Турцию. В 1934 году он поступил на медицинский факультет Стамбульского университета. После окончания университета в 1939 году он начал работать врачом в прикладной школе и клинике Гюльхане в Стамбуле. Позже он работал в военном госпитале Гемлик.
В эмиграции взял фамилию Алазан Байджан.
В 1942 году он уехал в Германию с эмигрантом Фуадом Амирджаном и год работал в Берлинском университете. С 1943 года работал во Фрайбургском университете. С 1943 по 1947 год работал врачом и переводчиком в лагерях для военнопленных. В 1949 г. он получил звание специалиста по внутренним болезням и с этого же года открыл частный смотровой кабинет и оперировал.
Он переводил произведения Гёте и Ницше.
Умер 8 ноября 1989 года во Фрайбурге.

## Творчество
В стихах Алазана Байджана главным объектом критики являются русская оккупация, политика русификации, персидский шовинизм, а также поработившие их предатели. Поэт, русский и персидский в своих стихах «Из песни сердца», «Родной язык», «По дорогам Диликана», «Долина гор», «Руссламша», «Бильмя», «Азербайджанские предатели», «Битдилийская вера» , «Золотой дьявол» критикует враждебное отношение режима к нашему народу, его национальным, моральным ценностям, языку.
Алазан Байкан Мамед Эмин Расулзаде «Дорогой душе Мамед Эмина Расулзаде», Мирзе Алекпер Сабиру «Вспоминая Мирзу Алекпер Сабира», Самеду Вургуну «Любовь Самеда Вургуна», Ахмеду Джаваде «Гёйгёль», Мирвариду Дилбази «От Саз Сердца III», Гулу Халиловой «Мой Отец и Я», Аббас Заманова посвятила «Кунул саздан V», Наби Хазри «Кунул саздан IV», Фуада Амирджана «Таксим; приди».

## Память
В 1983 году Азербайджанское культурное объединение издало поэтические сборники Алазана Байджана «От музыки сердца», а в 1987 году — «Горные цветы».
В 2021 году Институтом литературы имени Низами Гянджеви НАНА была издана книга «Алазан Байкан. Произведения». Книга содержит образцы стихов Алазана Байкана, поэмы, переводы немецкой поэзии и письма, которые он написал. Составитель книги Никпур Джаббарлы.